# Governador Valadares
Governador Valadares è un comune del Brasile nello Stato del Minas Gerais, parte della mesoregione della Vale do Rio Doce e della microregione di Governador Valadares.
Fondata nel 1937, sorge sulla sponda sinistra del Rio Doce. È un importante centro di commercio ed industriale. Di particolare rilievo il suo mercato di pietre preziose (ametiste, topazi, quarzi, ecc.) legato all'attività mineraria delle zone circostanti.
Famosa anche per essere sede di campionati di volo libero e parapendio, che si tengono lanciandosi dal picco di Ibituruna (1123 m s.l.m.)